# Populační politika
Populační politika  (z latiny: populus = lid) je souhrn schémat, teorií a praktických postupů státu, kterými se snaží cíleně ovlivňovat množství populace. Populační politika je součástí celé politiky státu. Není přímo součástí demografie, spíše spadá do demografické praxe. Jedná se o přijímání právních norem s cílem ovlivnit demografický vývoj.

## Dělení
Populační politika se větví do několika základních přístupů:
- kvantitativní (početní) – sleduje početní vývoj obyvatelstva. S ohledem na své cíle může dále být:
  - pronatalitní, která podporuje růst porodnosti (natalitu). V současnosti je aplikována zejména ve vyspělých státech světa, kde je přirozený přírůstek nízký a průměrný věk obyvatelstva se zvyšuje.
  - protinatalitní, která podporuje snižování míry porodnosti. Je aplikována vládami zejména v rozvojových zemích tzv. třetího světa, kde je přírůstek obyvatelstva vyšší. Velmi tvrdými protinatalitními opatřeními se v 80. letech 20. století prezentovala např. Čína, kde byla uplatňována tzv. politika jednoho dítěte.
- migrační – sleduje vývoj v migraci (imigrace/emigrace) obyvatelstva, kterou lze státními zásahy ovlivňovat. Tato politika je zdrojem růstu především ve vyspělých zemích s pozitivním postojem populace k imigraci, např. USA, Kanada, Austrálie a Singapur.